# يقوظ جبار
أرغوس جبار أو يقوظ جبار (الاسم العلمي Argusianus argus)، طائر من الأرغوس (اليقوظ) يشبه الطاووس ويختال أختياله وهو مثله موفور الريش المرقط الملون الجميل. طوله يرواح من 180 إلى 200 مم. بما فيه الأفنيك الذي يبلغ 120 أو 130 سم. مهده ملقا وسومطرة وسيام. يألف الغابات الجبلية الكثيفة. قوته الحشرات على أختلافها والبذاق والحلزون والديدان والنوامي النباتية ومختلف البزور والحبوب. أنثاه تبيض من 8 إلى 12 بيضة تحضنها وحدها نحو الشهر. تدثن عشها في مكان رفيع بين الأدغال وفي الظل.